# تشارلي فالنسيا
تشارلي فالنسيا (بالإنجليزية: Charlie Valencia) هو فنان قتال مختلط أمريكي، ولد في 31 أكتوبر 1974 في لوس أنجلوس في الولايات المتحدة.

## وصلات خارجية
- تشارلي فالنسيا على موقع يو إف سي (الإنجليزية)
- تشارلي فالنسيا على موقع شيردوغ (الإنجليزية)
- تشارلي فالنسيا على موقع IMDb (الإنجليزية)